# Penelopides
A Penelopides a madarak osztályába, a szarvascsőrűmadár-alakúak (Bucerotiformes) rendjébe és a szarvascsőrűmadár-félék (Bucerotidae) családjába tartozó nem.

## Rendszerezük
A nemet Heinrich Gottlieb Ludwig Reichenbach német botanikus és ornitológus írta le 1849-ben, az alábbi fajok tartoznak ide:
- tariktik szarvascsőrű (Penelopides panini)
- luzoni szarvascsőrű (Penelopides manillae)
- mindorói szarvascsőrű (Penelopides mindorensis)
- samari szarvascsőrű (Penelopides samarensis)
- mindanaói szarvascsőrű (Penelopides affinis)
- makasszári szarvascsőrű (Penelopides exarhatus[2] vagy Rhabdotorrhinus exarhatus)[1]